# ゲーリー・ウルフ
ゲーリー・ウルフ（Gary Wolfe、1967年3月11日 - ）は、アメリカ合衆国のプロレスラー。ニュージャージー州ハモントン出身。

## 来歴
1987年、ラリー・シャープが主宰するトレーニングジムのモンスター・ファクトリーへ入門し、1988年1月2日、ジョージ・スコットの主宰するMAWA（Mid-Atlantic Championship Wrestling）にてデビューを果たす。
1989年、WWFに出場。トニー・デュランテとタッグを組み、ハート・ファウンデーション（ブレット・ハート&ジム・ナイドハート）やブレイン・バスターズ（タリー・ブランチャード&アーン・アンダーソン）といった名タッグチームのジョバーを務めながらキャリアを積んだ。
1990年4月、AWA（Arena Wrestling Alliance）にてウルフはピットブル1号（Pitbull #1）、デュランテはピットブル2号（Pitbull #2）へと変更し、「ピットブルズ」のタッグチームで活動を開始した。NAWA（North American Wrestling Association ）、SAPW（South Atlantic Pro Wrestling）に参戦後、1991年7月、初来日を果たし、新日本プロレスに参戦。タッグチーム名をマッドブル・バスターズにし、マッドブル・スパイク（Mad Bull Spike）のリングネームで出場。1992年には新日本プロレスに参戦するため再来日した。
1992年4月、ECWに入団。タッグチーム戦線においてなくてはならない存在へと成長し、ECW世界タッグ王座を巡ってパブリックエネミーやエリミネーターズと激闘を繰り広げて2回戴冠。シングルにおいてはECW世界TV王座を巡りシェーン・ダグラスやタズと抗争した。2000年には来日してFMWにボールズ・マホーニーと共に参戦。
2001年、ECWが崩壊するとフリーランスとして活動するようになり、4月に来日してNOAHにピットブル（Pitbull）のリングネームで参戦。スコーピオとベイダーとのトリオでは勝率が良かったものの、シングルマッチにおいては一度も勝利ができず、安定した結果を残せなかった。
2002年、ECWオリジナルメンバーが多く集った3PW（Pro Pain Pro Wrestling）に本名名義で参戦。8月24日に3PWヘビー級王座争奪1dayトーナメントにエントリーしてダニー・ドーリング、ジョーイ・マシューズ、そして決勝でクリスチャン・ヨークに勝ってベルトを手にした。
2005年、3PWが活動を休止したことにより活動の拠点をPWU（Pro Wrestling Unplugged）へと変更。同年にはWWEがECWリユニオンショーであるECW One Night Standを開催した煽りを受けてシェーン・ダグラス、レイヴェンが中心となって開催したECWリユニオンショー、Hardcore Homecomingに参戦し、ダグラスと激突した。
2008年9月14日、南アフリカの団体であるWWP（World Wrestling Professionals）を最後に引退宣言したが2012年4月28日にExtreme Reunionにてリングに戻り、レイヴェンと対戦した。6月29日にはExtreme RisingにてCWアンダーソンと対戦して勝利した。2013年3月2日、カナダの団体であるHRT（Hardcore Roadtrip）に参戦し、ボールズ・マホーニーとのタッグ、ピットボールズを結成してFBIと対戦して勝利している。

## タイトル歴
ECW
- ECW世界タッグ王座 : 2回（w / ピットブル2号）
- ECW TV王座 : 1回

3PW
- 3PW世界ヘビー級王座 : 1回
- 3PWタッグ王座 : 1回（w / マイク・クルーエル）

その他
- ハードコア殿堂：2014年（w / ピットブル2号）

他、アメリカのインディー団体を中心に多数の王座を獲得。

## 得意技
- スーパーボム

フィニッシャー。パワーボム
- デスバレードライバー

## 入場曲
- Thunder Kiss '65 - （ホワイト・ゾンビ）